# Бакерін-де-Кампос
Бакерін-де-Кампос (ісп. Baquerín de Campos) — муніципалітет в Іспанії, у складі автономної спільноти Кастилія-і-Леон, у провінції Паленсія. Населення — 35 осіб (2010).
Муніципалітет розташований на відстані близько 200 км на північний захід від Мадрида, 20 км на захід від Паленсії.

## Демографія
Динаміка населення (INE ):